# Arborfield n.º 456
Arborfield n.º 456 es un municipio rural canadiense situado en la provincia de Saskatchewan.

## Superficie
Arborfield n.º 456 tiene una superficie de 1403,77 km².

## Demografía
En 2021, tenía 338 habitantes, una densidad poblacional de 0,2 hab./km², y 163 viviendas.